# Freestyle-Skiing-Juniorenweltmeisterschaften 2019
Die 13. FIS Freestyle-Skiing-Juniorenweltmeisterschaften fanden am 26. Januar 2019 in Leysin, am 28. März 2019 auf der Reiteralm und vom 5. bis 13. April 2019 in Chiesa in Valmalenco und im Skigebiet Kläppen statt. Die Wettbewerbe wurden zeitgleich mit den Snowboard-Juniorenweltmeisterschaften 2019 durchgeführt.

## Medaillenspiegel
| Platz | Land                   | Gold | Silber | Bronze | Gesamt |
| ----- | ---------------------- | ---- | ------ | ------ | ------ |
| 1     | Kanada                 | 3    | 2      | -      | 5      |
| 2     | Vereinigte Staaten     | 2    | 3      | 4      | 9      |
| 3     | Belarus                | 2    | 1      | 1      | 4      |
| 3     | Russland               | 2    | 1      | 1      | 4      |
| 5     | Estland                | 2    | -      | -      | 2      |
| 6     | Vereinigtes Königreich | 1    | 1      | 1      | 3      |
| 7     | Norwegen               | 1    | -      | 1      | 2      |
| 8     | Schweden               | 1    | -      | -      | 1      |
| 9     | Japan                  | -    | 4      | 1      | 5      |
| 10    | Volksrepublik China    | -    | 1      | 1      | 2      |
| 11    | Schweiz                | -    | 1      | -      | 1      |
| 12    | Australien             | -    | -      | 1      | 1      |
| 12    | Deutschland            | -    | -      | 1      | 1      |
| 12    | Finnland               | -    | -      | 1      | 1      |
| 12    | Neuseeland             | -    | -      | 1      | 1      |
|       | Gesamt                 | 14   | 14     | 14     | 42     |

## Ergebnisse Frauen

### Aerials
| Platz | Land                | Sportlerin            |
| ----- | ------------------- | --------------------- |
| 1     | Belarus             | Sniazhana Drabiankova |
| 2     | Volksrepublik China | Jia Liya              |
| 3     | Belarus             | Yana Yarmashevich     |
| 4     | Vereinigte Staaten  | Kaila Kuhn            |
| 5     | Volksrepublik China | Zhang Xinzhu          |
| 6     | Schweiz             | Ursina Platz          |
| 7     | Schweiz             | Alexandra Bär         |
| 8     | Vereinigte Staaten  | Megan Smallhouse      |
| 9     | Volksrepublik China | Liu Xuanchi           |
| 10    | Vereinigte Staaten  | Tasia Tanner          |

Datum: 5. April 2019

Es waren 17 Teilnehmerinnen am Start.

### Moguls
| Platz | Land               | Sportlerin           |
| ----- | ------------------ | -------------------- |
| 1     | Vereinigte Staaten | Sabrina Cass         |
| 2     | Japan              | Hinako Tomitaka      |
| 3     | Russland           | Wiktorija Lasarenko  |
| 4     | Japan              | Kisara Sumiyoshi     |
| 5     | Japan              | Yuki Kajiwara        |
| 6     | Japan              | Anri Kawamura        |
| 7     | Vereinigte Staaten | Madison Hogg         |
| 8     | Russland           | Anna Gerasimova      |
| 9     | Russland           | Anastassija Smirnowa |
| 10    | Kanada             | Jessica Linton       |

Datum: 5. April 2019

Es waren 32 Teilnehmerinnen am Start.

Weitere Teilnehmerinnen aus deutschsprachigen Ländern:

 Annika Merz: 25. Platz

 Sophie Weese: 28. Platz

### Dual Moguls
| Platz | Land               | Sportlerin           |
| ----- | ------------------ | -------------------- |
| 1     | Russland           | Anastassija Smirnowa |
| 2     | Japan              | Hinako Tomitaka      |
| 3     | Japan              | Kisara Sumiyoshi     |
| 4     | Schweden           | Josefina Wersen      |
| 5     | Vereinigte Staaten | Madison Hogg         |
| 6     | Vereinigte Staaten | Kai Owens            |
| 7     | Kanada             | Kaylee Koehler       |
| 8     | Vereinigte Staaten | Kasey Hogg           |

Datum: 6. April 2019

Es waren 31Teilnehmerinnen am Start.

Weitere Teilnehmerinnen aus deutschsprachigen Ländern:

 Sophie Weese: 15. Platz

 Annika Merz: 24. Platz

### Skicross
| Platz | Land                   | Sportlerin            |
| ----- | ---------------------- | --------------------- |
| 1     | Kanada                 | Zoe Chore             |
| 2     | Schweiz                | Talina Gantenbein     |
| 3     | Deutschland            | Celina Funkler        |
| 4     | Tschechien             | Klara Kasparova       |
| 5     | Schweiz                | Sixtine Cousin        |
| 6     | Vereinigtes Königreich | Zoe Winthrop          |
| 7     | Russland               | Polina Ryabova        |
| 8     | Deutschland            | Melina Robl           |
| 9     | Kanada                 | Sarah Clarke          |
| 10    | Frankreich             | Romane Vacher Materno |

Datum: 28. März 2019

Es waren 30 Teilnehmerinnen am Start.

Weitere Teilnehmerinnen aus deutschsprachigen Ländern:

 Saskja Lack: 11. Platz

### Halfpipe
| Platz | Land                   | Sportlerin         |
| ----- | ---------------------- | ------------------ |
| 1     | Vereinigtes Königreich | Constance Brogden  |
| 2     | Russland               | Jaroslawna Muntian |
| 3     | Neuseeland             | Ruby Andrews       |
| 4     | Schweiz                | Michelle Rageth    |
| 5     | Vereinigte Staaten     | Riley Jacobs       |
| 6     | Vereinigte Staaten     | Hanna Faulhaber    |
| 7     | Vereinigte Staaten     | Lauren Bendixen    |
| 8     | Vereinigte Staaten     | Annika Paz         |

Datum: 26. Januar 2019

Es waren acht Teilnehmerinnen am Start.

### Slopestyle
| Platz | Land                   | Sportlerin      |
| ----- | ---------------------- | --------------- |
| 1     | Estland                | Kelly Sildaru   |
| 2     | Vereinigtes Königreich | Kirsty Muir     |
| 3     | Vereinigte Staaten     | Rell Harwood    |
| 4     | Schweden               | Wilma Johansson |
| 5     | Kanada                 | Skye Clarke     |
| 6     | Russland               | Ksenia Orlova   |
| 7     | Vereinigte Staaten     | Grace Henderson |
| 8     | Frankreich             | Jade Michaud    |

Datum: 9. April 2019

Es waren 18 Teilnehmerinnen am Start.

### Big Air
| Platz | Land                   | Sportlerin       |
| ----- | ---------------------- | ---------------- |
| 1     | Estland                | Kelly Sildaru    |
| 2     | Kanada                 | Megan Oldham     |
| 3     | Vereinigtes Königreich | Kirsty Muir      |
| 4     | Vereinigte Staaten     | Rell Harwood     |
| 5     | Vereinigte Staaten     | Grace Henderson  |
| 6     | Kanada                 | Olivia Asselin   |
| 6     | Australien             | Mia Rennie       |
| 8     | Kanada                 | Josephine Howell |

Datum: 13. April 2019

Es waren 17 Teilnehmerinnen am Start.

## Ergebnisse Männer

### Aerials
| Platz | Land                | Sportler              |
| ----- | ------------------- | --------------------- |
| 1     | Belarus             | Viachaslau Tsimertsau |
| 2     | Belarus             | Ihar Drabiankou       |
| 3     | Volksrepublik China | Li Boyan              |
| 4     | Ukraine             | Dmytro Kotovskiy      |
| 5     | Schweiz             | Andrin Schädler       |
| 6     | Volksrepublik China | Wang Guochen          |
| 7     | Schweiz             | Noé Roth              |
| 8     | Volksrepublik China | Wei Jiuxiang          |

Datum: 5. April 2019

Es waren 16 Teilnehmer am Start.

Weitere Teilnehmer aus deutschsprachigen Ländern:

 Fabian Bader: 11. Platz

### Moguls
| Platz | Land               | Sportler            |
| ----- | ------------------ | ------------------- |
| 1     | Russland           | Nikita Novitckii    |
| 2     | Japan              | Masahiro Kimoto     |
| 3     | Finnland           | Akseli Ahvenainen   |
| 4     | Frankreich         | Thibaud Mouille     |
| 5     | Kanada             | Elliot Vaillancourt |
| 6     | Bermuda            | John Leseur         |
| 7     | Russland           | Mikhail Aleynikov   |
| 8     | Vereinigte Staaten | Ian Beauregard      |
| 9     | Schweden           | Albin Holmgren      |
| 10    | Vereinigte Staaten | Landon Wendler      |

Datum: 5. April 2019

Es waren 38 Teilnehmer am Start.

Weitere Teilnehmer aus deutschsprachigen Ländern:

 Riccardo Pascarella: 19. Platz

 Linus Merz: 30. Platz

### Dual Moguls
| Platz | Land               | Sportler            |
| ----- | ------------------ | ------------------- |
| 1     | Kanada             | Elliot Vaillancourt |
| 2     | Japan              | Masahiro Kimoto     |
| 3     | Vereinigte Staaten | Alex Lewis          |
| 4     | Vereinigte Staaten | Landon Wendler      |
| 5     | Schweden           | Albin Holmgren      |
| 6     | Finnland           | Akseli Ahvenainen   |
| 7     | Frankreich         | Thibaud Mouille     |
| 8     | Russland           | Maxim Kudryavtsev   |

Datum: 6. April 2019

Es waren 36 Teilnehmer am Start.

Weitere Teilnehmer aus deutschsprachigen Ländern:

 Riccardo Pascarella: 25. Platz

### Skicross
| Platz | Land        | Sportler           |
| ----- | ----------- | ------------------ |
| 1     | Schweden    | David Mobärg       |
| 2     | Kanada      | Gavin Rowell       |
| 3     | Australien  | Douglas Crawford   |
| 4     | Deutschland | Cornel Renn        |
| 5     | Schweiz     | Gil Martin         |
| 6     | Italien     | Simone Deromedis   |
| 7     | Kanada      | Carson Cook        |
| 8     | Russland    | Vladimir Shmyrov   |
| 9     | Russland    | Kirill Sysoev      |
| 10    | Italien     | Jamie Lee Castello |
| 11    | Belgien     | Xander Vercammen   |
| 12    | Deutschland | Dominik Solfronk   |

Datum: 28. März 2019

Es waren 67 Teilnehmer am Start.

Weitere Teilnehmer aus deutschsprachigen Ländern:

 Oliver Vierthaler: 13. Platz

 Marcel Illmaier: 14. Platz

 Niklas Illig: 16. Platz

 Philippe Lymann: 19. Platz

 Marco Cronenberg: 20. Platz

 Andre Föhner: 27. Platz

 Florian Fischer: 29. Platz

 Oscar Dumont: 32. Platz

 Sven Liechti: 36. Platz

 Maximilian Jagg: 38. Platz

 Noah Lubasch: 39. Platz

 Christoph Danksagmüller: 41. Platz

 Philip Ivanov: 44. Platz

 Marcus Plank: 45. Platz

### Halfpipe
| Platz | Land               | Sportler          |
| ----- | ------------------ | ----------------- |
| 1     | Vereinigte Staaten | Connor Ladd       |
| 2     | Vereinigte Staaten | Hunter Carey      |
| 3     | Vereinigte Staaten | Aaron Durlester   |
| 4     | Vereinigte Staaten | Reagan Wallis     |
| 5     | Neuseeland         | Luca Harrington   |
| 6     | Schweiz            | Nalu Nussbaum     |
| 7     | Russland           | Fedor Muralev     |
| 8     | Russland           | Viacheslav Averin |

Datum: 26. Januar 2019

Es waren 14 Teilnehmer am Start.

Weitere Teilnehmer aus deutschsprachigen Ländern:

 Adrien Vaudaux: 9. Platz

 Nicola Bolinger: 10. Platz

 Fantin Ciompi: 11. Platz

### Slopestyle
| Platz | Land               | Sportler              |
| ----- | ------------------ | --------------------- |
| 1     | Kanada             | Édouard Therriault    |
| 2     | Vereinigte Staaten | Kiernan Fagan         |
| 3     | Norwegen           | Ulrik Samnøy          |
| 4     | Kanada             | Noah Porter Maclennan |
| 5     | Vereinigte Staaten | Deven Fagan           |
| 6     | Vereinigte Staaten | Hunter Henderson      |
| 7     | Japan              | Taisei Yamamoto       |
| 8     | Neuseeland         | Ben Barclay           |
| 9     | Vereinigte Staaten | Troy Podmilsak        |
| 10    | Schweden           | Melvin Moren          |

Datum: 9. April 2019

Es waren 65 Teilnehmer am Start.

Weitere Teilnehmer aus deutschsprachigen Ländern:

 David Zehentner: 16. Platz

 Nicola Bolinger: 19. Platz

 Adrien Vaudaux: 20. Platz

 Daniel Bacher: 26. Platz

 Fantin Ciompi: 33. Platz

 Nalu Nussbaum: 36. Platz

 David Wolf: 37. Platz

 Nicolas Biembacher: 38. Platz

 Nils Rhyner: 40. Platz

 Vito Backhausen: 45. Platz

 Tobias Kleebauer: 61. Platz

 Manuel Lerchbaumer: 63. Platz

### Big Air
| Platz | Land               | Sportler              |
| ----- | ------------------ | --------------------- |
| 1     | Norwegen           | Ulrik Samnøy          |
| 2     | Vereinigte Staaten | Kiernan Fagan         |
| 3     | Vereinigte Staaten | Deven Fagan           |
| 4     | Tschechien         | Matěj Švancer         |
| 5     | Schweiz            | Nils Rhyner           |
| 6     | Vereinigte Staaten | Troy Podmilsak        |
| 7     | Kanada             | Noah Porter Maclennan |
| 8     | Frankreich         | Nathan Harbonnier     |
| 9     | Vereinigte Staaten | Zane Severson         |
| 10    | Vereinigte Staaten | Hunter Henderson      |

Datum: 13. April 2019

Es waren 60 Teilnehmer am Start.

Weitere Teilnehmer aus deutschsprachigen Ländern:

 Nicola Bolinger: 15. Platz

 David Wolf: 21. Platz

 Daniel Bacher: 24. Platz

 Vito Backhausen: 28. Platz

 Tobias Kleebauer: 40. Platz

 Nicolas Biembacher: 47. Platz

 Nalu Nussbaum: 50. Platz

 David Zehentner: 53. Platz

 Adrien Vaudaux: 56. Platz

 Manuel Lerchbaumer: 57. Platz

 Fantin Ciompi: 58. Platz